# The Reason
The Reason é o segundo álbum de estúdio da banda americana Hoobastank. Foi lançado em 9 de dezembro de 2003 pela gravadora Island Records. O álbum foi certificado 2x platina pela RIAA.

## Produção
A banda entrou em estúdio em 2003 com o produtor Howard Benson, que produziu discos de P.O.D., Cold e The Crystal Method. No entanto, a gravação foi interrompida por um mês quando o guitarrista Dan Estrin ficou gravemente ferido em um acidente de mini-motos, em agosto. Estrin tinha se recuperado em outubro e a banda ingressou na turnê Nokia Unwired Tour com as bandas All-American Rejects e Ozomatli em novembro.
O compositor e vocalista Doug Robb disse em uma biografia no site da banda que várias músicas do álbum são sobre questionamentos de algo que é dito. "Muitas das canções são questionamentos de tudo que as pessoas veem. Não é tudo sobre religião. "Out of Control" foi baseada nisso e é sobre abrir os olhos depois de ser cegado por ter sido devoto de alguma coisa".

## Sucesso nas paradas
The Reason foi lançado em dezembro de 2003. O primeiro single "Out of Control" foi disponibilizado para download no site da banda. A canção alcançou a nona posição na parada musical Hot Modern Rock Tracks, e a 16ª no Hot Mainstream Rock Tracks. The Reason atingiu inicialmente um pico na 45ª posição na Billboard 200.
A faixa título foi lançada como single no primeiro semestre de 2004. Tornou-se um grande sucesso mundial, alcançando a segunda posição na parada Billboard Hot 100, primeira no Modern Rock Tracks, na Itália, México e World Modern Rock. Mais tarde, o álbum atingiu a terceira posição na Billboard 200.

## Faixas
Todas as músicas compostas por Daniel Estrin e Douglas Robb.
| N.º | Título                 | Duração |  |
| 1.  | "Same Direction"       | 3:15    |  |
| 2.  | "Out of Control"       | 2:42    |  |
| 3.  | "What Happened to Us?" | 4:00    |  |
| 4.  | "Escape"               | 3:44    |  |
| 5.  | "Just One"             | 3:19    |  |
| 6.  | "Lucky"                | 2:59    |  |
| 7.  | "From the Heart"       | 3:03    |  |
| 8.  | "The Reason"           | 3:52    |  |
| 9.  | "Let It Out"           | 3:18    |  |
| 10. | "Unaffected"           | 3:33    |  |
| 11. | "Never There"          | 3:03    |  |
| 12. | "Disappear"            | 5:06    |  |

## Créditos
- Doug Robb - vocal
- Dan Estrin - guitarra
- Markku Lappalainen - baixo
- Chris Hesse - bateria